# Дитмар Швагер
Дитмар Швагер (на немски: Dietmar Schwager, роден на 15 август 1940) е бивш германски футболист и треньор по футбол. Като футболист играе на позицията защитник.

## Кариера
В началото на футболния си път Швагер играе за по-малкия кайзерслаутернски отбор Фау Еф Ер Кайзерслаутерн, а в периода 1964-1976 носи екипа на първодивизионния германски Кайзерслаутерн. С червената фланелка той изиграва 322 мача в Първа Бундеслига и отбелязва 3 гола. С това си постижение той заема второто място във вечната класация на играчи на Кайзерслаутерн с най-много срещи в Първа Бундеслига след Вернер Мелцер.
Като треньор Дитмар Швагер ръководи Шалке 04 от декември 1979 г. до април 1980 г., но след поредица от седем мача без победа е освободен от поста си.
По-късно бившият футболист се занимава с дейности извън футболния терен и притежава лотариен пункт в Кайзерслаутерн.